# Infundibulum
Pour les articles homonymes, voir infundibulum (homonymie).

Infundibulum observé au niveau des trompes de l'utérus.

En anatomie, un infundibulum est une structure creuse en forme d'entonnoir.
Elle peut décrire différentes structures anatomiques :
- l'infundibulum pulmonaire (ou chambre de chasse ventriculaire droite) correspondant à la partie du ventricule droit précédant la naissance de l'artère pulmonaire.
- l'infundibulum du cerveau, qui se trouve sur la partie ventrale du diencéphale (lui-même dérivant du prosencéphale) est situé en arrière du chiasma optique (croisement des deux nerfs optiques). Accroché à l'hypophyse il est prolongé par une évagination bilobée suivie par une partie non lobée (la tige pituitaire ou tige hypophysaire, très fragile).
- un infundibulum peut aussi être observé au niveau des trompes de l'utérus.

Chez les équidés, l'infundibulum désigne ce qui est également appelé le cornet dentaire, c'est-à-dire une cavité située au sommet des incisives, qui disparaît avec l'âge.